# ديمتريوس أفاميا
ديمتريوس أفاميا (في أواخر القرن الثالث إلى أوائل القرن قبل الميلاد) كان عالم فيزيولوجيا هلنستي بالمدرسة الهيروفيلية .
درس الأعضاء الجنسية، مع التركيز على علاج الأمراض - بدلا من علم وظائف الأعضاء التناسلية التي تمت دراستها هيروفيلوس.